# Gianluigi Lentini
Gianluigi Lentini (Carmagnola, Piamonte, 27 de marzo de 1969) es un exfutbolista italiano, que jugaba como mediapunta por la derecha. En 1992, se convirtió en el jugador por el cual se pagó la mayor suma de dinero por una transferencia, fue cuando pasó del Torino al A. C. Milan por una suma de € 13 millones.
Lentini inició su carrera en el Torino, y luego jugó por una sola temporada a préstamo en el Ancona. Luego regresó al Torino que había perdido la categoría, pero Lentini marcó 6 goles para ayudar a que el equipo retorne a la Serie A para la temporada 1990-91.
Jugó treinta partidos en el A. C. Milan, en su temporada ganadora (1992-93), pero solo jugó 33 partidos adicionales para el club. A pesar de tener el título del "jugador más caro del mundo" fue poco conocido fuera de Italia y nunca llegó a ser tan reconocido y notable como Roberto Baggio y Alessandro Del Piero. Jugó solo trece partidos para el combinado nacional italiano.
Un año después de firmar por el A. C. Milan, a la edad de 24 años, Lentini sufrió un grave accidente de tránsito mientras manejaba a su casa después de un torneo de pretemporada llevado a cabo en Génova. Debido a ello, se fracturó el cráneo y tuvo daños en la órbita ocular, llegando a estar 2 días en un coma inducido. Finalmente se recuperó por completo.
Luego Lentini disfrutó de una época cuando fue a préstamo al Atalanta en 1996, antes de regresar nuevamente al Torino por la modesta cifra de €2 millones en 1997. Luego pasó a jugar en el Cosenza, donde jugó hasta el 2004.

## Trayectoria
| Club         | País   | Año       |
| ------------ | ------ | --------- |
| Torino       | Italia | 1986-1988 |
| Ancona       | Italia | 1988-1989 |
| Torino       | Italia | 1989-1992 |
| AC Milan     | Italia | 1992-1996 |
| Atalanta     | Italia | 1996-1997 |
| Torino       | Italia | 1997-2001 |
| Cosenza      | Italia | 2001-2004 |
| ASDC Canelli | Italia | 2004-2008 |
| Saviglianese | Italia | 2008-2009 |
| Nicese       | Italia | 2009      |

## Palmarés

### Torneos locales
| Título              | Club   | País   | Año  |
| ------------------- | ------ | ------ | ---- |
| Serie B             | Torino | Italia | 1990 |
| Serie A             | Milan  | Italia | 1993 |
| Supercopa de Italia | Milan  | Italia | 1993 |
| Serie A             | Milan  | Italia | 1994 |
| Supercopa de Italia | Milan  | Italia | 1994 |
| Serie A             | Milan  | Italia | 1996 |
| Serie B             | Torino | Italia | 2001 |

### Torneos internacionales
| Título                       | Club  | Sede          | Año  |
| ---------------------------- | ----- | ------------- | ---- |
| Liga de Campeones de la UEFA | Milan | Grecia Atenas | 1994 |